# Maltesiske Premier League
Maltesiske Premier League (engelsk: Maltese Premier League) eller BOV Premier League (efter sponsoren Bank of Valetta) er den bedste maltesiske fodboldrække, der blev etableret i 1909. Under Maltas Premier League ligger der tre andre divisoner, der henholdsvis hedder første, anden og tredje division.
Siden 1980 har den bedste række på Malta ikke ændret navn. Før hed den First Division (hvor den anden bedste så hed Second Division), men navnet blev lavet om, og har været det nuværende lige siden.
Maltas Premier League er i øjeblikket rangeret som nummer 44 ud af 53 lande.